# Holger Sanwald
Holger Sanwald (* 18. Mai 1967 in Giengen an der Brenz) ist ein ehemaliger deutscher Fußballspieler und heutiger Fußballfunktionär. Er ist seit 1994 beim 1. FC Heidenheim (bis 2007 Heidenheimer SB) als Abteilungsleiter, Geschäftsführer bzw. Vorstandsvorsitzender tätig.

## Spielerkarriere
Holger Sanwald begann im Alter von 13 Jahren in der C-Jugend des damaligen Heidenheimer Sportbunds das Fußballspielen. Beim HSB spielte der junge Heidenheimer bis zur A-Jugend und wechselte im Jahr 1986 zum damaligen FC Oberkochen, um nach einem Jahr wieder zum HSB zu wechseln. Zurück in Heidenheim spielte Sanwald in der zweiten Mannschaft. In dieser Zeit hatte allerdings sein Studium der Wirtschafts- und Sozialwissenschaften Vorrang. In der Saison 1992/93 spielt er erstmals unter Trainer Markus Elmer für die erste Mannschaft des Heidenheimer SB, die zu diesem Zeitpunkt in der Landesliga gegen den Abstieg kämpfte. Zwei Jahre spielte Sanwald weiter abwechselnd für die zweite und die erste Mannschaft und schoss als Stürmer in der Landesliga vier Tore.

## Funktionärskarriere
1994 wurde Holger Sanwald in einer Kampfabstimmung mit nur 27 Jahren zum Abteilungsleiter der Fußballabteilung des Heidenheimer SB gewählt, spielte parallel aber noch drei weitere Jahre in der zweiten Mannschaft. Mit ihm als Abteilungsleiter ging es aufwärts. Der HSB stieg in die Verbandsliga auf und Sanwald baute einen Stamm an Sponsoren auf. 1999 kam der spätere Gründungspräsident und Aufsichtsratsvorsitzende des 1. FC Heidenheim und 2022 verstorbene Unternehmer Klaus Mayer hinzu. Ebenfalls schon dabei waren die heutigen Aufsichtsratsmitglieder Harald Endres und Michael Schuck. 2004 wurde mit dem Sprung in die Oberliga ein weiteres Ziel erreicht.
2007 beschloss die Fußballabteilung, sich rückwirkend zum 1. Januar 2007 als rechtlich eigenständiger Verein vom Heidenheimer SB abzuspalten. Dabei übernahm der 1. FC die bestehenden sportlichen und sonstigen Strukturen des Heidenheimer SB, auch die Startplätze für die jeweiligen Mannschaften. Die Trennung war notwendig geworden, da der Gesamtverein Anforderungen im Lizenzierungsverfahren des DFB für die angestrebte Regionalliga kaum erfüllen konnte. Insbesondere die Forderungen zur Prüfung der wirtschaftlichen Leistungsfähigkeit des Vereins überforderten die ehrenamtlichen Strukturen der anderen Abteilungen. Sanwald übernahm beim neuen 1. FC Heidenheim 1846 das Amt des Geschäftsführers.
Im September 2007 machte Sanwald Frank Schmidt zum Nachfolger von Dieter Märkle. Mit ihm als Cheftrainer gelang dem FCH 2008 der Aufstieg in die Regionalliga, 2009 in die 3. Liga, 2014 in die 2. Bundesliga und 2023 in die Bundesliga.
2016 wurde er im Zuge einer Satzungsänderung und Neustrukturierung der Vereinsführung vom Geschäftsführer zum Vorstandsvorsitzenden des 1. FC Heidenheim.
Seit Ende 2017 ist er Teil des Vorstands des Deutschen Fußball-Bundes (DFB).

## Privates
Holger Sanwald ist verheiratet und ist Vater einer Tochter.

## Auszeichnungen
- 2023: Ehrenring der Stadt Heidenheim